# 克里斯蒂安·埃延加
克里斯蒂安·埃延加（英語：Christian Eyenga，1989年6月22日—），刚果民主共和国职业篮球运动员，曾效力于美国NBA联盟。他在2009年的NBA选秀中第1轮第30顺位被克里夫兰骑士选中。